# Rue du Chemin-de-Fer (Arcueil et Cachan)
Pour les articles homonymes, voir Rue du Chemin-de-Fer.
La rue du Chemin-de-Fer est une voie de communication limitrophe d'Arcueil et de Cachan, dans le département du Val-de-Marne, en France.

## Situation et accès
Sa desserte ferroviaire est assurée par la gare d'Arcueil - Cachan. C'est là qu'elle commence son tracé, au carrefour de la rue du 8-Mai-1945 à Arcueil et de la rue du Docteur-Gosselin à Cachan. Une passerelle piétonnière permet de rejoindre la rue de la Gare, de l'autre côté de la ligne B du RER d'Île-de-France. Longeant le cimetière vers l'est, elle se termine au carrefour de la rue de Provigny et de la rue Émile-Raspail à Arcueil.

## Origine du nom
Son nom provient naturellement de la ligne de Sceaux, inaugurée en 1846, vers laquelle elle mène.

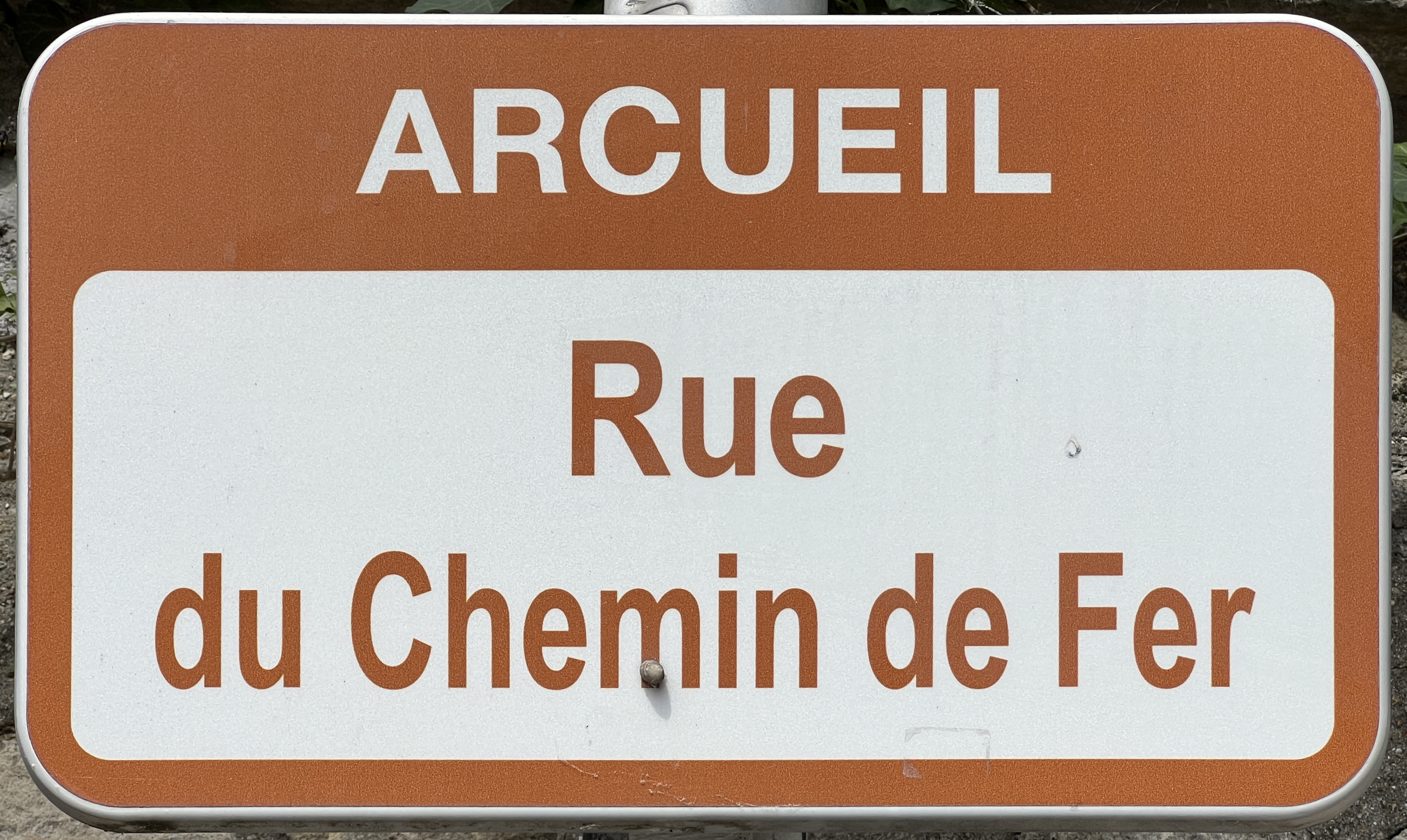
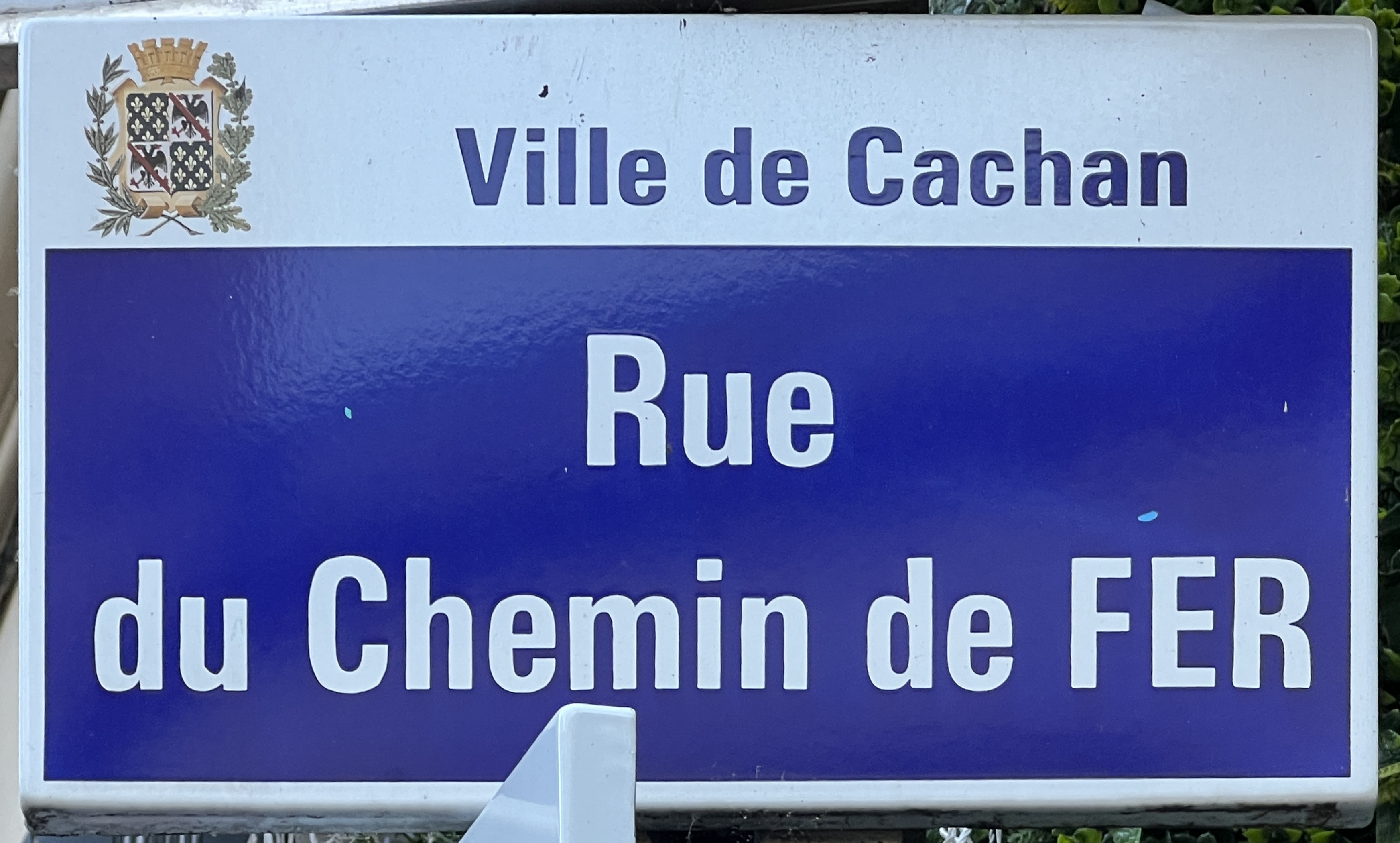

## Historique

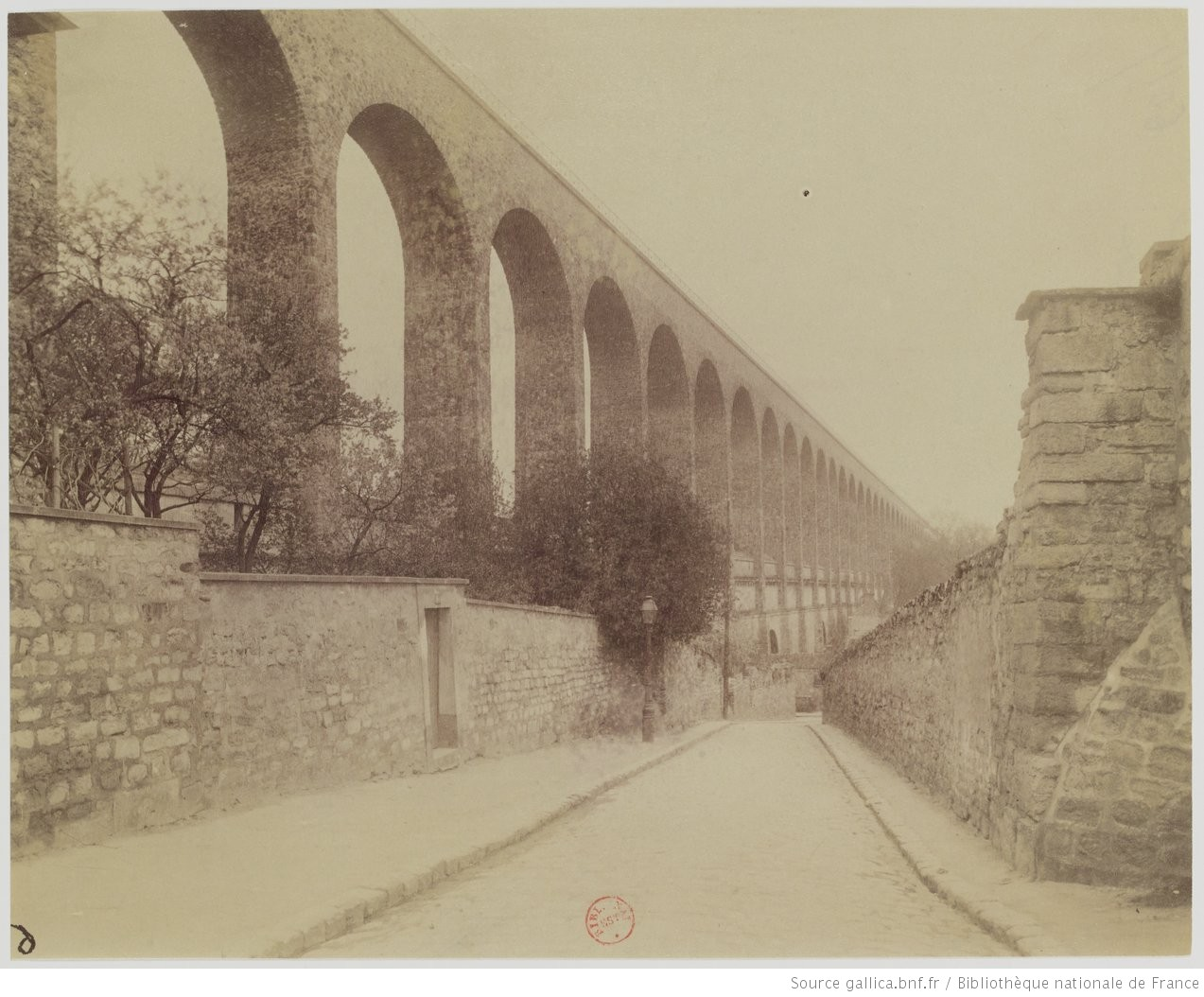
Arcueil-Cachan, aqueduc et rue du Chemin-de-Fer. Cliché d'Eugène Atget.

L'existence d'un chemin à cet endroit est bien antérieure à celle de la voie ferrée, car cette rue longe le tracé de l'ancien aqueduc de Lutèce. Sur le côté sud de la rue, ont été trouvés en 1922 des piliers de l'ancien aqueduc romain.
En 1944, lors de la Libération de Paris, une barricade fut élevée près de la passerelle.

## Bâtiments remarquables et lieux de mémoire
- Aqueducs d'Arcueil et de Cachan[3].

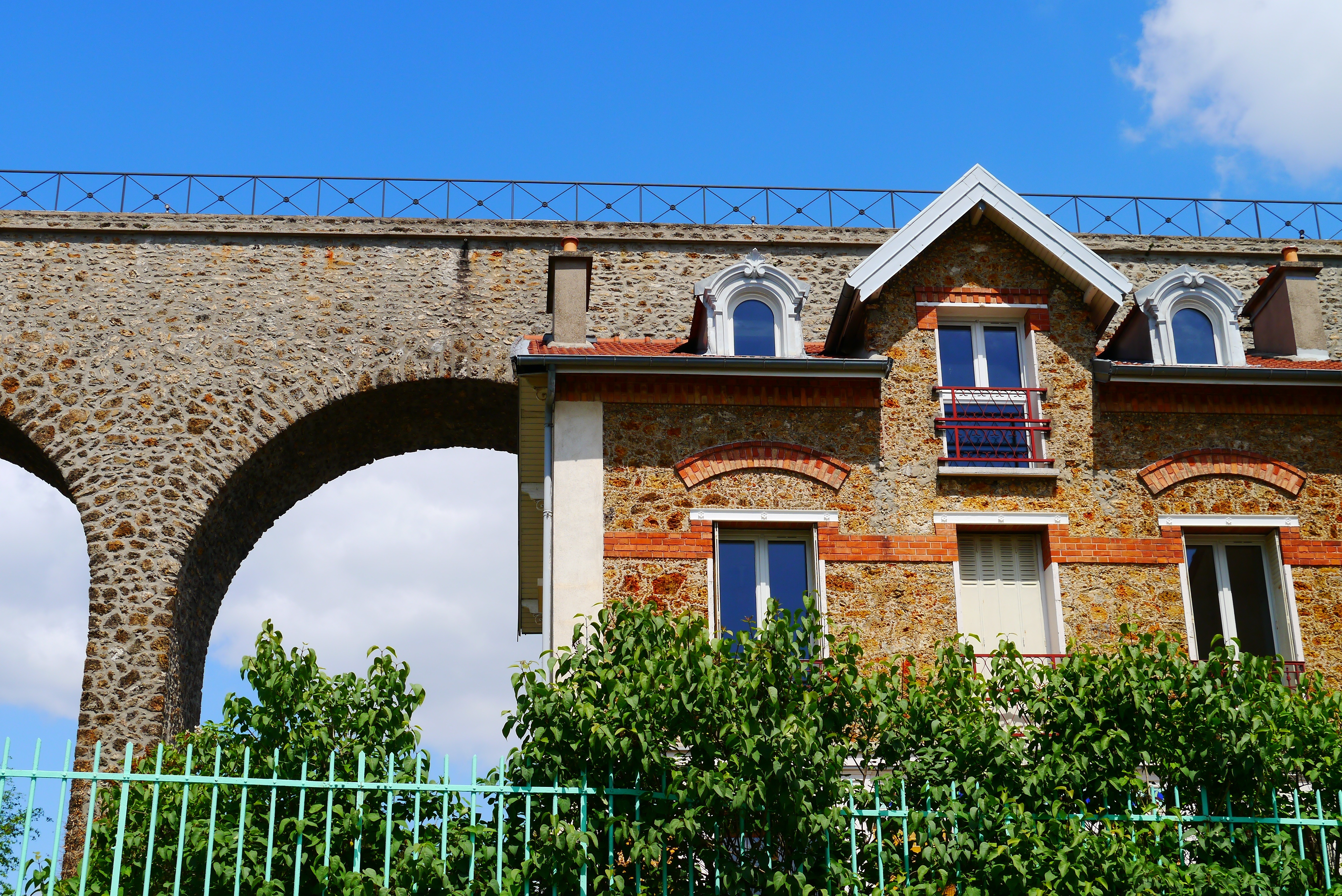
L'aqueduc en 2012.

- Ancienne entrée du cimetière de Cachan.
- Elle a été représentée par le photographe Eugène Atget au début du XXe siècle[4],[5],[6].
- La maison en pierre meulière au no 6 a été utilisée en 2001 pour le tournage du film Le Fabuleux Destin d'Amélie Poulain[7].